# Garalapura, Kanakapura
Garalapura là một làng thuộc tehsil Kanakapura, huyện Ramanagara, bang Karnataka, Ấn Độ.